# Troféu Internet de 2017
O Troféu Internet de 2017 foi a 15ª edição do Troféu Internet, que premiou os melhores artistas da televisão e da música brasileira do ano de 2016. Foi apresentado durante a 56ª edição do Troféu Imprensa, realizado em 9 de abril de 2017, pelo SBT.

## Vencedores e indicados
Os vencedores estão em negrito.

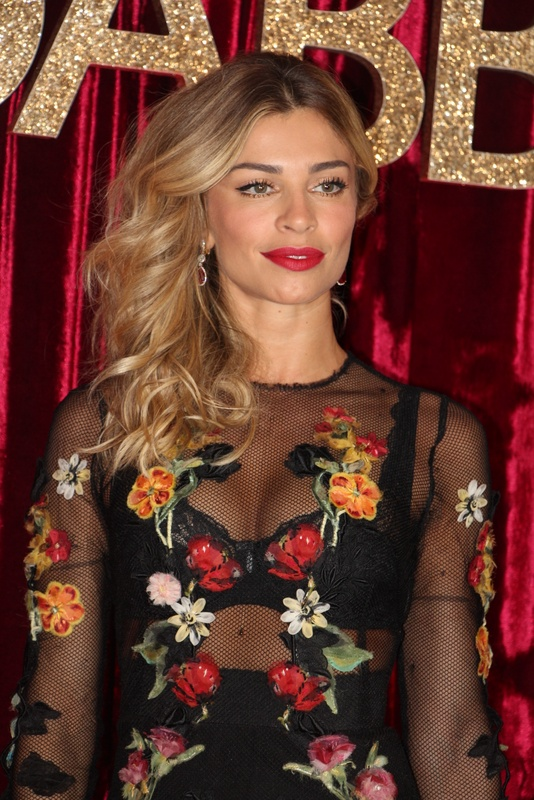
Grazi Massafera, Atriz

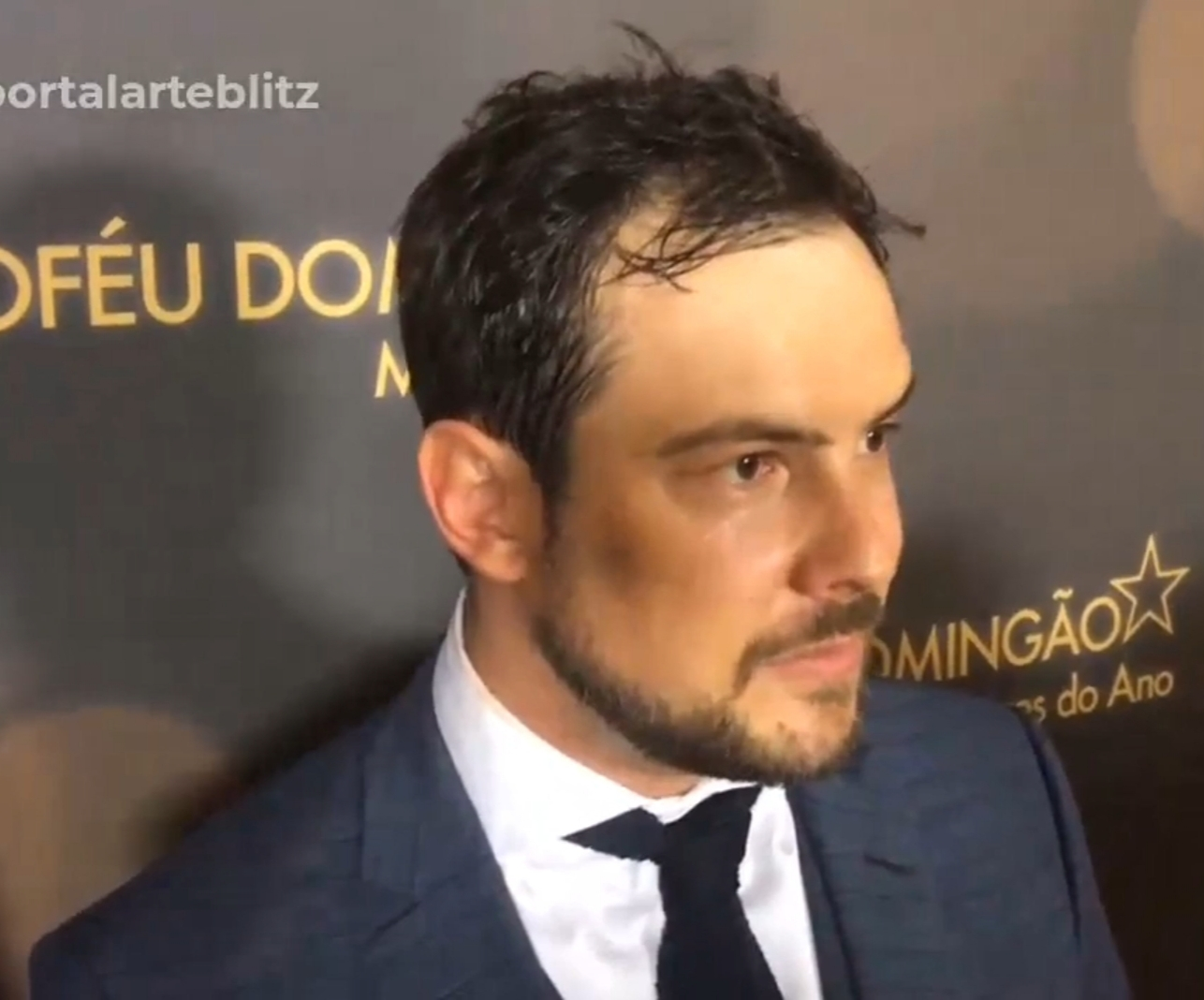
Sergio Guizé, Ator

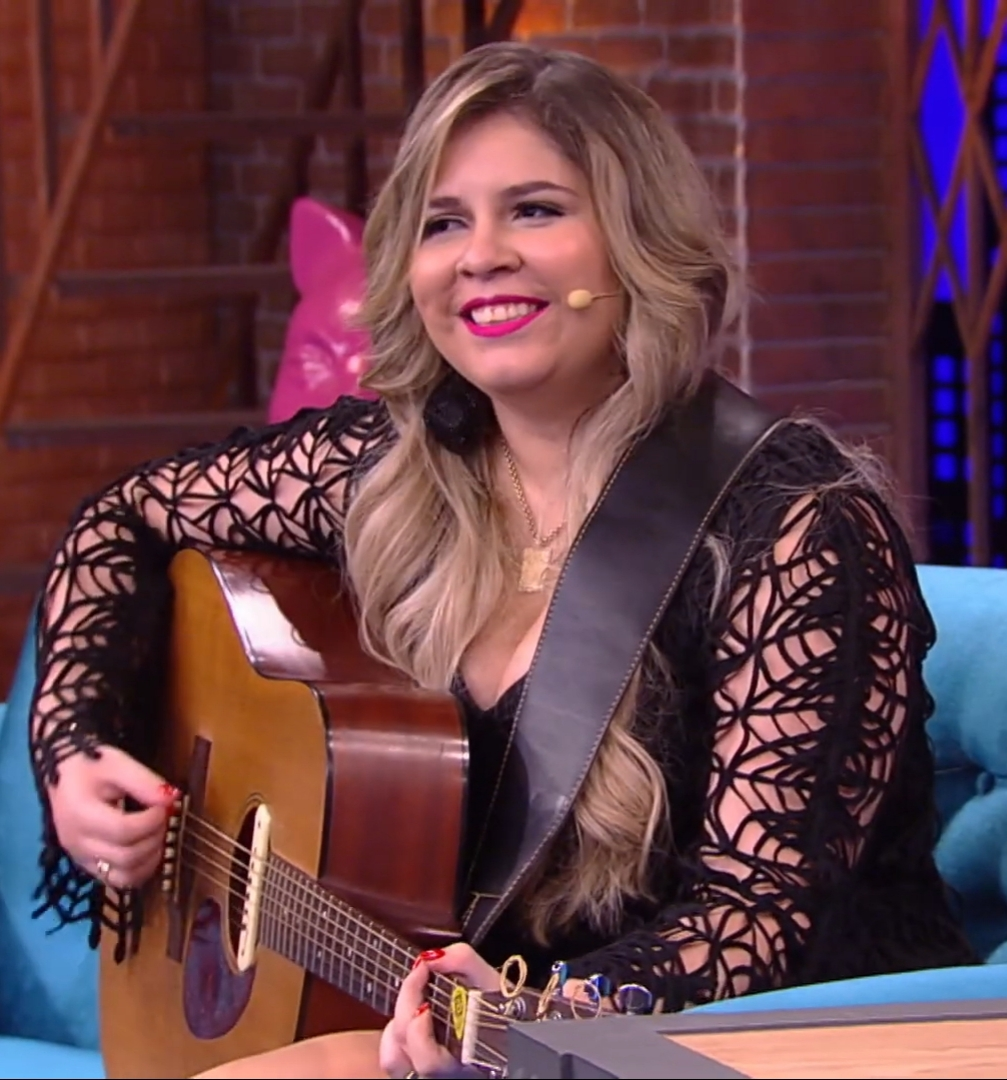
Marília Mendonça, Revelação

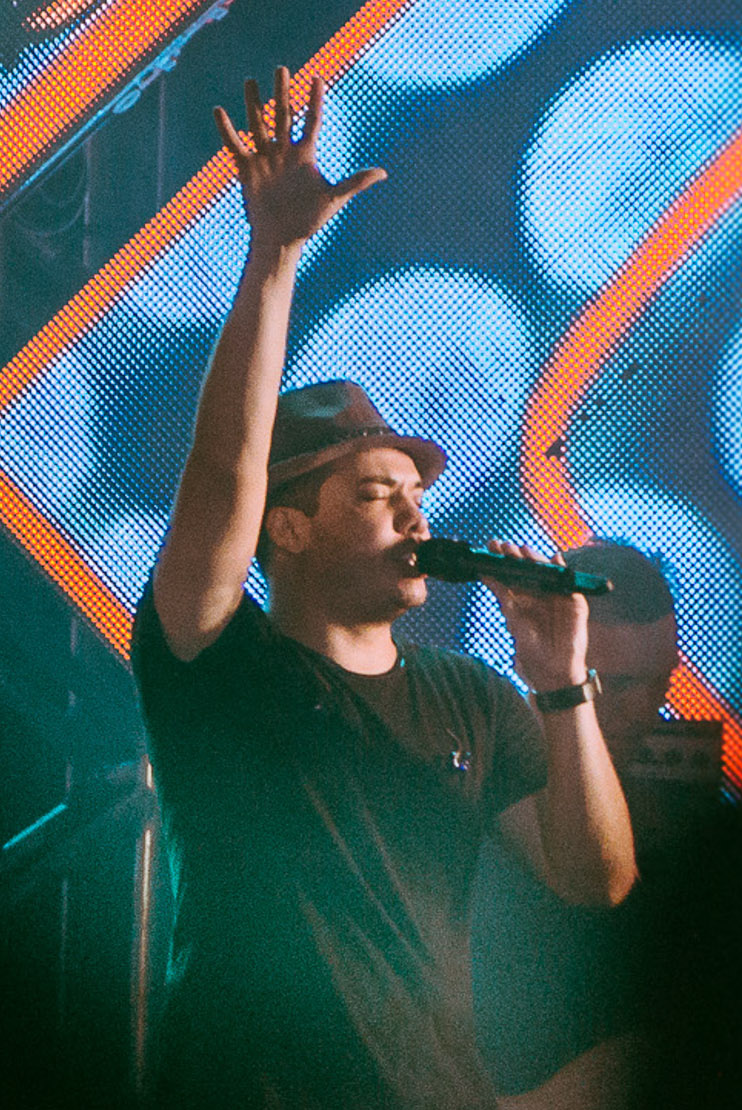
Wesley Safadão, Cantor

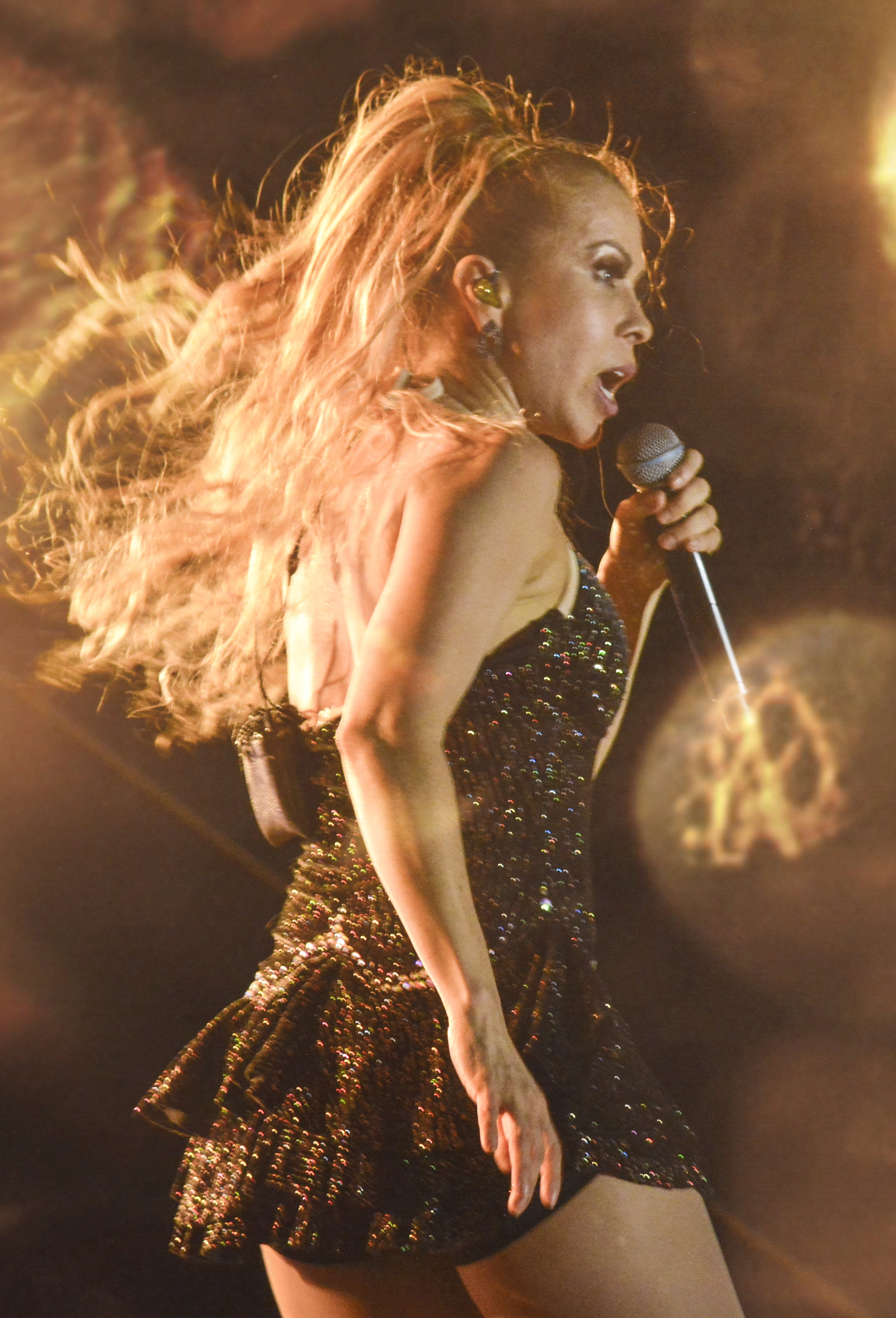
Joelma, Cantora

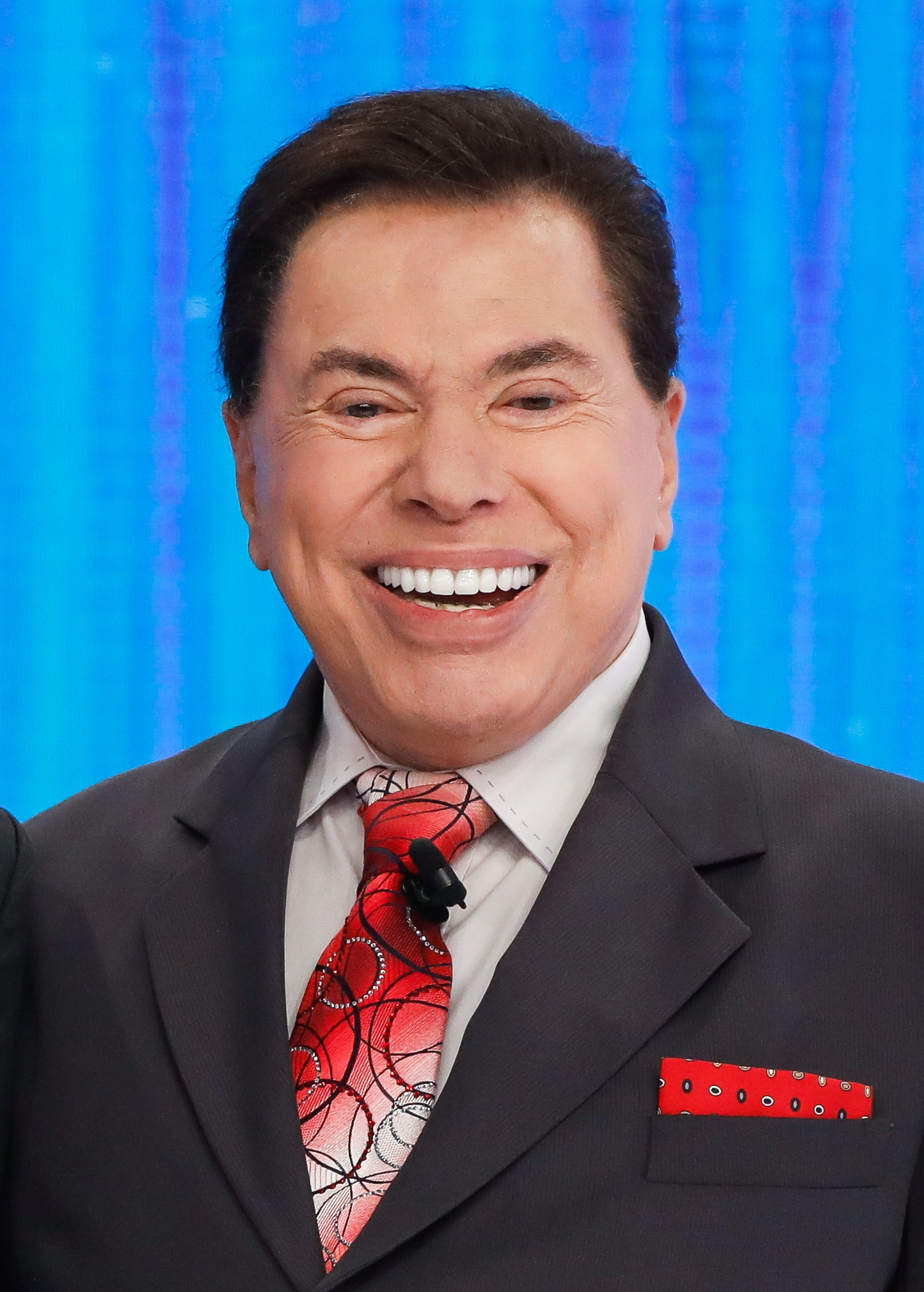
Silvio Santos, Apresentador e Programa de Auditório

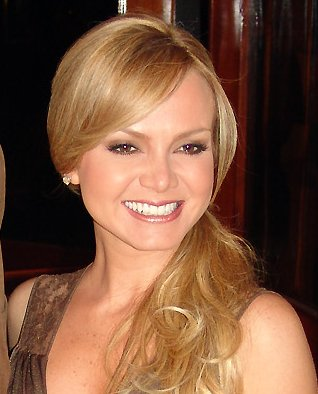
Eliana, Apresentadora

| Melhor Novela - Totalmente Demais – (Rede Globo) - A Lei do Amor – (Rede Globo) - A Terra Prometida – (RecordTV) - Carinha de Anjo – (SBT) - Cúmplices de Um Resgate – (SBT) - Êta Mundo Bom! – (Rede Globo) - Liberdade, Liberdade – (Rede Globo) - Rock Story – (Rede Globo) - Haja Coração – (Rede Globo) - Velho Chico – (Rede Globo)                                                                 | Revelação do Ano - Marília Mendonça - Amanda de Godoi – (Malhação: Seu Lugar no Mundo) - Barbara França – (Malhação: Pro Dia Nascer Feliz) - Camilla Camargo – (Carinha de Anjo) - Felipe Araújo - Lorena Queiroz – (Carinha de Anjo) - Lucy Alves – (Velho Chico) - Maiara & Maraisa - Naiara Azevedo - Priscila Steinman – (Totalmente Demais)                                              |
| Melhor Ator - Sergio Guizé – (Êta Mundo Bom!) - Alexandre Nero – (A Regra do Jogo) - Bruno Gagliasso – (Sol Nascente) - Carlo Porto – (Carinha de Anjo) - Daniel Blanco – (Totalmente Demais) - Felipe Simas – (Totalmente Demais) - Humberto Martins – (Totalmente Demais) - João Guilherme Ávila – (Cúmplices de Um Resgate) - Malvino Salvador – (Haja Coração) - Marco Nanini – (Êta Mundo Bom!)      | Melhor Atriz - Grazi Massafera – (A Lei do Amor) - Camila Pitanga – (Velho Chico) - Camila Queiroz – (Êta Mundo Bom!) - Larissa Manoela – (Cúmplices de Um Resgate) - Lucero – (Carinha de Anjo) - Mariana Ximenes – (Haja Coração) - Marina Ruy Barbosa – (Totalmente Demais) - Sabrina Petraglia – (Haja Coração) - Taís Araújo – (Mister Brau) - Vivianne Pasmanter – (Totalmente Demais)  |
| Melhor Cantor - Wesley Safadão - Biel - Gusttavo Lima - Léo Magalhães - Luan Santana - Lucas Lucco - Nego do Borel - Roberto Carlos - Sam Alves - Tiago Iorc | Melhor Cantora - Joelma - Aline Barros - Ana Carolina - Anitta - Claudia Leitte - Ivete Sangalo - Ludmilla - Paula Fernandes - Sandy - Wanessa Camargo |
| Melhor Apresentador - Silvio Santos – (Programa Silvio Santos) - Celso Portiolli – (Domingo Legal) - Danilo Gentili – (The Noite com Danilo Gentili) - Fábio Porchat – (Programa do Porchat) - Luciano Huck – (Caldeirão do Huck) - Márcio Garcia – (Tamanho Família) - Marcos Mion – (Legendários) - Ratinho – (Programa do Ratinho) - Rodrigo Faro – (Hora do Faro) - Serginho Groisman – (Altas Horas) | Melhor Apresentadora - Eliana – (Eliana) - Ana Maria Braga – (Mais Você) - Christina Rocha – (Casos de Família) - Fátima Bernardes – (Encontro com Fátima Bernardes) - Luciana Gimenez – (Superpop) - Patrícia Abravanel – (Roda a Roda) - Sabrina Sato – (Programa da Sabrina) - Silvia Abravanel – (Bom Dia & Cia) - Tatá Werneck – (Tudo Pela Audiência) - Xuxa Meneghel – (Xuxa Meneghel) |
| Melhor programa de auditório - Programa Silvio Santos – (SBT) - Caldeirão do Huck – (Rede Globo) - Domingão do Faustão – (Rede Globo) - Domingo Legal – (SBT) - Eliana – (SBT) - Encontro com Fátima Bernardes – (Rede Globo) - Hora do Faro – (RecordTV) - Legendários – (RecordTV) - Programa do Ratinho – (SBT) - Xuxa Meneghel – (RecordTV)                                                           | Melhor telejornal - Jornal Nacional – (Rede Globo) - Bom Dia Brasil – (Rede Globo) - Cidade Alerta – (RecordTV) - Jornal da Band – (Rede Bandeirantes) - Jornal da Globo – (Rede Globo) - Jornal da Record – (RecordTV) - Jornal do SBT – (SBT) - Jornal Hoje – (Rede Globo) - SBT Brasil – (SBT) - SBT Notícias – (SBT)                                                                      |
| Melhor programa de entrevistas - The Noite com Danilo Gentili – (SBT) - Altas Horas – (Rede Globo) - Casos de Família – (SBT) - Encontro com Fátima Bernardes – (Rede Globo) - Estrelas – (Rede Globo) - Luciana by Night – (RedeTV!) - Mariana Godoy Entrevista – (RedeTV!) - Programa do Jô – (Rede Globo) - Programa do Porchat – (RecordTV) - Xuxa Meneghel – (RecordTV)                              | Melhor programa jornalístico - Fantástico – (Rede Globo) - A Liga – (Rede Bandeirantes) - Câmera Record – (RecordTV) - Conexão Repórter – (RecordTV) - Domingo Espetacular – (RecordTV) - Globo Repórter – (Rede Globo) - Polícia 24 Horas – (Rede Bandeirantes) - Profissão Repórter – (Rede Globo) - Repórter em Ação – (RecordTV) - Repórter Record – (RecordTV)                           |
| Melhor programa infantil - Bom Dia & Cia – (SBT) - Algodão Doce – (TV Diário) - Carrossel Animado – (SBT) - Clubti – (TV Aparecida) - Detetives do Prédio Azul – (Gloob) - Hora de Brincar – (Rede Vida) - Mundo Disney – (SBT) - Parque Patati Patatá – (SBT) - Que Monstro te Mordeu? – (TV Cultura) - Quintal da Cultura – (TV Cultura)                                                                | Melhor programa humorístico - A Praça É Nossa – (SBT) - Adnight Show – (Rede Globo) - Encrenca – (RedeTV!) - Escolinha do Professor Raimundo – (Rede Globo) - Mister Brau – (Rede Globo) - Pânico na Band – (Rede Bandeirantes) - Tá no Ar: a TV na TV – (Rede Globo) - Tudo Pela Audiência – (Multishow) - Vai Que Cola – (Multishow) - Zorra – (Rede Globo)                                 |

## Emissoras Indicadas
| Emissora          | Número de Indicações |
| ----------------- | -------------------- |
| Rede Globo        | 61                   |
| SBT               | 37                   |
| RecordTV          | 17                   |
| Rede Bandeirantes | 6                    |
| RedeTV!           | 4                    |
| Multishow         | 3                    |
| TV Cultura        | 2                    |
| TV Aparecida      | 1                    |
| Rede Vida         | 1                    |
| Gloob             | 1                    |
| TV Diário         | 1                    |